# Paucidentulidae
Paucidentulidae is een familie in de taxonomische indeling van de tandmondwormen (Gnathostomulida). Het onderliggende geslacht is Paucidentula.